# بانو یک اتاق می‌خواهد
بانو یک اتاق می‌خواهد (مجاری: Úrilány szobát keres) یک فیلم کمدی مجارستانی است که در سال ۱۹۳۷ منتشر شد.